# ニトロソアミン

ニトロソアミンの一般構造式

ニトロソアミン (nitrosoamine、nitrosamine) とはアミンの誘導体のうち、アミン窒素上の水素がニトロソ基に置き換わった構造をもつ化合物群のこと。中には発がん性などの生理活性が知られる物質がある。

## 合成
2級アミンと亜硝酸を反応させると、以下の式のようにニトロソアミンが生成する。
{\displaystyle {\ce {{(CH3)2NH}+ HNO2 -> (CH3)2NNO + H2O}}}

## ニトロソアミンの例
- N-ニトロソノルニコチン (NNN)
- 4-(メチルニトロソアミノ)-1-(3-ピリジル)-1-ブタノン (NNK)
- 4-(メチルニトロソアミノ)-1-(3-ピリジル)-1-ブタノール (NNAL)
- N-ニトロソジメチルアミン (NDMA)
- N,N'-ジニトロソペンタメチレンテトラミン (DPT)
- N-nitrosomethylethylamine (NMEA)
- N-nitrosodiethylamine (NDEA)
- N-nitrosodibutylamine (NDBA)
- N-nitrosopiperidine (NPIP)
- N-nitrosopyrrolidine (NPYR)
- N-nitrosomorpholine (NMOR)
- N-nitrosoproline (NPRO)
- N-nitrososarcosine (NSAR)

## 発がん性の研究
1957年にノルウェーで飼育されていた動物において肝臓がんの頻度が上昇した。それらの動物には食餌としてニシンが与えられており、当該ニシンの保存に亜硝酸ナトリウムが使用されていた。調査の結果、亜硝酸ナトリウムがニシン内のジメチルアミンと反応してジメチルニトロソアミン(NDMA)を生成し、このNDMAが原因だと特定された。
21世紀に入って実施された食事調査から、亜硝酸やニトロソアミンを含有する食品の摂取は、胃がんと関連があると示唆されてきており、2015年には世界保健機関(WHO)/国際がん研究機関(IARC) は、こうしたものを含む加工肉を発がん性が確実だとされるグループ1に指定し、赤肉はおそらく可能性があるという2Aに分類した。

## 存在
ニトロソアミンは、大気、水、食品、化粧品、タバコなどに微量ながら含まれていることが確認されている。食品では加工した肉や魚、一部の調味料類に比較的多く存在する。
肉に含まれるヘム鉄は発がん性のあるニトロソアミンの生成を促し、さらに加工肉に添加される亜硝酸ナトリウムや硝酸ナトリウムがこれを生成する。

## 調理
食品は調理によりニトロソアミンの量が変化する。100℃以下での調理ではほぼ増えることはないが、高温調理ではその量が増える傾向にある。実験では、電子レンジを使用するとその増加量をかなり抑えられる結果となった。胃酸のような強酸環境下でも生成しやすい。
肉を燻製にすることはニトロソアミンを生成する。
余談ではあるが
ビタミンCによってニトロソアミンの発がん性やニトロソアミンの生成を抑えることができる。